# حكاية عمانية
فيلم وثائقي عن مدينة عمان والتي يستعرض من خلاله تأريخ الأردن عبر سبعة آلاف عام عرض الفيلم أول مرة في عمان عاصمة للثقافة العربية عام 2002 كتب النص جرير مرقة وأخرجه إياد الخزوز ومن إنتاج أمانة عمان الكبرى يعتبر هذا الفيلم من أهم الأعمال البصرية عن مدينة عمان وتأريخ الأردن بشكل عام وأيضا من أهم النصوص الأدبية المكتوبة عن هذه المدينة.